# Liga Mundial de Polo Aquático Masculino de 2014
A Liga Mundial de Polo Aquático Masculino de 2014 foi a 13º edição da Liga Mundial, organizado pela FINA. A Super Final aconteceu em Dubai, Emirados Árabes Unidos, com a vitória da Seleção Sérvia de Polo Aquático.